# Château de La Ferté-Fresnel
Le château de La Ferté-Frênel ou de La Ferté-Fresnel est une demeure du XIXe siècle ayant succédé à des édifices antérieurs, qui se dresse sur le territoire de l'ancienne commune française de La Ferté-Frênel, dans le département de l'Orne, en région Normandie. L'édifice est partiellement inscrit au titre des monuments historiques.

## Localisation
Le château est situé à la La Ferté-Frênel, au sein de la commune nouvelle de La Ferté-en-Ouche, dans le département français de Orne.

## Historique
Le château est bâti entre 1863 et 1867 sur un site déjà occupé antérieurement par d'autres châteaux : deux d'origine médiévale, le premier fondé par Guillaume le Conquérant à partir du XIe siècle, un second remanié au XVe siècle,, et le dernier daté du dernier tiers du XVIIIe siècle.

### Châteaux médiévaux
À l'époque du duc Henri le château de la Ferté-Fresnel est la possession de Robert de Leicester († 1168).

### Château actuel
Le commanditaire est Armand Alexis Odet de Montault et l'architecte Maurice Sidoine Storez, inspecteur des bâtiments publics, qui avait concouru pour les halles de Paris en 1854, réalisé un projet pour l’opéra de Paris en 1860, et concouru en 1873 pour l’hôtel de ville de Paris.
Le marquis fait construire en 1863 ce château-opéra unique, Le Château des Rêves - Le Château-Opéra, dans le plus pur style Napoléon III. L’architecte Storez fait appel à des peintres décorateurs dont Alphonse Ouri (1828-1891), élève de Delacroix, pour la décoration du grand hall, ainsi qu’à l’artiste peintre Godon pour les peintures situées dans le salon des Arts et de Musique du château.
De nombreux décors anciens et antérieurs à la construction ont été amenés par le marquis et proviennent d’un autre château : parquets à la Versailles du XVIIIe, boiseries fin XVIIe, cheminées époque Louis XIV et Louis XV, etc., qui constituent par leur abondance et leur bonne conservation un ensemble de très belle qualité.
Le château s’élève au cœur d’un domaine arboré de presque 100 ha, comportant plus de 4 500 arbres de 90 espèces différentes.
L’ancien parc à la française dont l’origine est du XVIIIe, transformé en parc paysager au XIXe, est réaménagé par le richissime banquier Vincent qui a acquiert le domaine en 1918 et le conserve jusqu’en 1939. À cette époque, c’est de nouveau la mode, et c’est sous l’impulsion des paysagistes Henri et Achille Duchêne qu'est réaménagé un parc à la française d’une superficie de 20 ha, tel qu’on le voit aujourd’hui, avec ses éléments constitutifs : théâtre de verdure, salon des roses avec ses banquettes d’ifs, l’île des Marquis, douves, ponts, étang, lac de la Marquise, bois, parterres, pavillon des Cerfs, pavillon de l'étang, jardin d'hiver, gloriette, serpentines d’eau, balustrades, parterres et autres avenues…
Il passe entre les mains d'un riche propriétaire russe et certains travaux sont alors déjà réalisés.
Les propriétaires actuels venant d’un grand domaine familial viticole, gérants de plusieurs sociétés, reprennent le domaine et le château au cours de l’année 2018.

## Protection
Le château, avec l'ensemble de ses décors intérieurs ; les façades et toitures de l'ancien manoir ; le colombier ; le lavoir ; le parc avec ses éléments constitutifs : douves, ponts, étang, avenues, bois, parterres, murs et balustrades, sont inscrits au titre des monuments historiques par arrêté du 13 septembre 1996.